# الحارقة (كشر)

تعديل مصدري - تعديل

الحارقة هي إحدى قرى عزلة انهم الشرق بمديرية كشر التابعة لمحافظة حجة، بلغ تعداد سكانها 189 نسمة حسب تعداد اليمن لعام 2004.